# Gastrochilus formosanus
Gastrochilus formosanus — эпифитное трявянистое растение семейства Орхидные.
Вид не имеет устоявшегося русского названия, в русскоязычных источниках используется научное название Gastrochilus formosanus.

## Синонимы
По данным Королевских ботанических садов в Кью. 

Гомотипные синонимы:
- Saccolabium formosanum Hayata 1911 basionym

Гетеротипные синонимы:
- Gastrochilus pumilus  Hayata, 1917
- Gastrochilus quasipinifolius  Hayata, 1917
- Gastrochilus nebulosus  Fukuy., 1935
- Gastrochilus quercetorus  Fukuy., 1936
- Saccolabium nebulosum  (Fukuy.) S.Y.Hu, 1973
- Saccolabium quercetorum  (Fukuy.) S.Y.Hu, 1973
- Gastrochilus shaoyaoii  S.S.Ying, 1977
- Saccolabium shaoyaoii  S.S.Ying, 1977
- Gastrochilus formosanus var. shaoyaoii (S.S.Ying) S.S.Ying, 1990

## Природные вариации
- Gastrochilus formosanus var. shaoyaoi (S.S.Ying) S.S.Ying Coloured Ill. Indig. Orchids Taiwan 2: 522. 1990

## Биологическое описание
Миниатюрный эпифит. Побеги ветвящиеся. Цветы ароматные.

## Ареал
Тайвань.

## В культуре
Свет: от слабого до умеренного; 20000-30000 люкс (рассеянный свет, лёгкое притенение).
Температурная группа: умеренная.
Рекомендуется лёгкая просушка субстрата между поливами.
Наиболее предпочтительна посадка на блок.